# Miguel Alemán, Tecpatán
Miguel Alemán är en ort i Mexiko.   Den ligger i kommunen Tecpatán och delstaten Chiapas, i den sydöstra delen av landet, 700 km öster om huvudstaden Mexico City. Miguel Alemán ligger 517 meter över havet och antalet invånare är 325.
Terrängen runt Miguel Alemán är kuperad. Runt Miguel Alemán är det ganska glesbefolkat, med 42 invånare per kvadratkilometer. Närmaste större samhälle är Raudales Malpaso, 19,7 km väster om Miguel Alemán. I omgivningarna runt Miguel Alemán växer huvudsakligen savannskog.